# سرية عبد الله بن عتيك
سرية عبد الله بن عتيك أحد سرايا الرسول، أرسل فيها الصحابي عبد الله بن عتيك لقتل سلام بن أبي الحقيق.

## أحداث السرية
كان هدف السرية قتل سلام بن أبي الحقيق الذي فر إلى يهود خيبر بعد أن حرض مع حيي بن أخطب قريش والأحزاب على المسلمين في غزوة الخندق، فأمر الرسول عبد الله بن عتيك وأبو قتادة وعبد الله بن أنيس والأسود الخزاعي ومسعود بن سنان، لقتل سلام بن أبي الحقيق، فذهبوا إلى خبير وكمنوا له، ونزلوا منزلة، ففتحت امرأته التي خاطبها عبد الله بن عتيك باليهودية، وأخبرها بانه يحمل لزوجها هدية، غير أنها ارتابت من كونهم مسلحين، فهمت بالصياح غير أنهم لوحوا لها بالسيوف أن اصمتي، ودخلوا البيت وقتلوه، وصاحت امرأته فتجمع ثلاثة آلاف من رجال خيبر يقودهم الحارث أبو زينب، غير أنهم لم يلحقوا بهم، وعاد عبد الله بن عتيك وأصحابه إلى المدينة، وأخبروا الرسول بقتل ابن أبي الحقيق، وادعى كل واحد منهم قتله، فأخذ النبي أسيافهم فنظر إليها فوجد أثر الطعام في ذباب سيف عبد الله بن أنيس وقال هذا قتله 